# Bartholomé Welser
Pour les articles homonymes, voir Famille Welser et Welser.

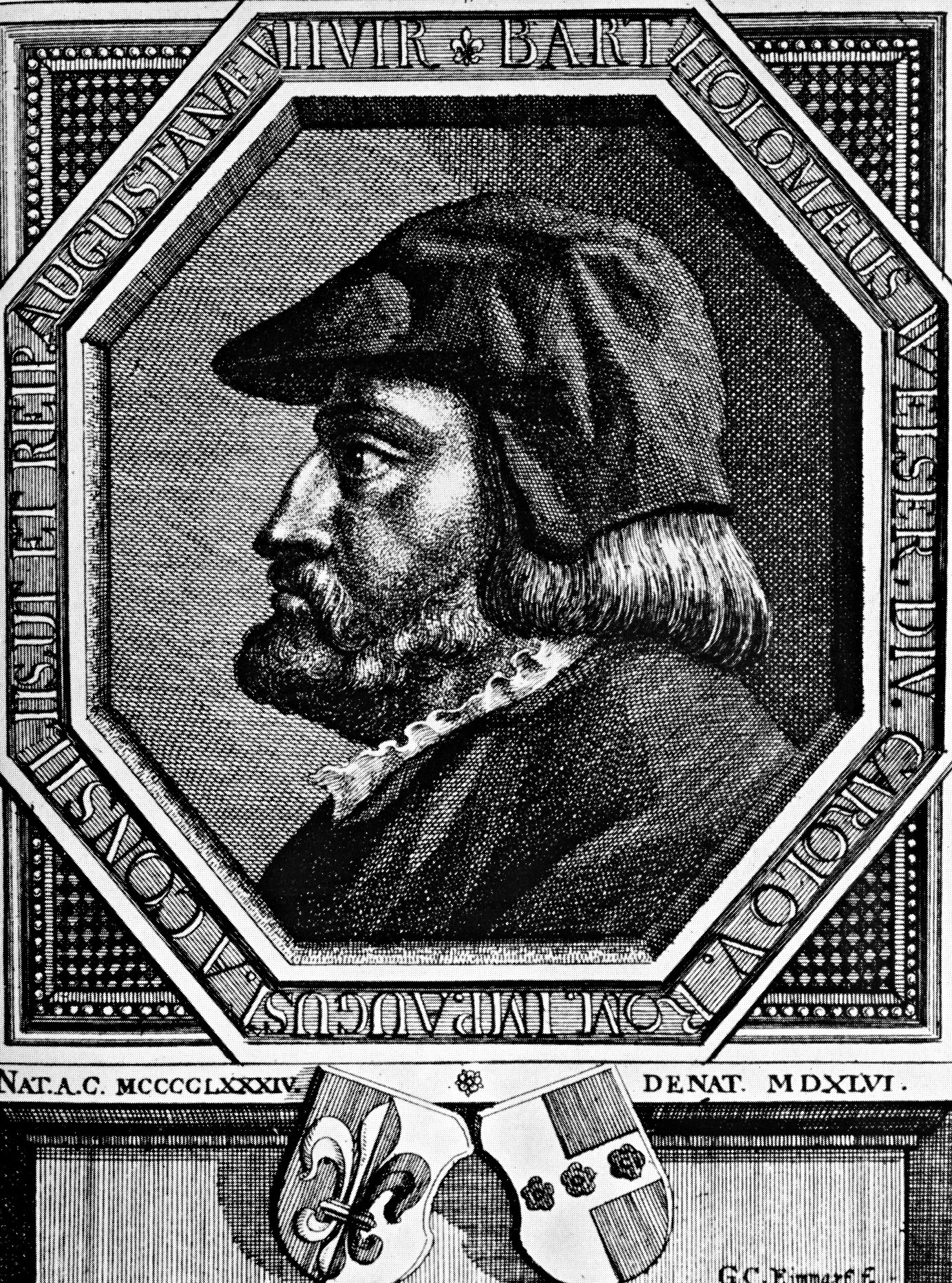
Bartholomäus V. Welser, Gravure de Georg Christoph Eimmart.

Bartholomé Welser (1488-1561) était un patricien et marchand d'Augsbourg.

## Origine
Bartholomé est le rejeton le plus connu de cette famille patricienne d'Augsbourg, les Welser qui, au XVIe siècle, se partage avec les Fugger la domination du commerce et de la finance européenne, après que les Italiens, particulièrement les marchands et les banquiers vénitiens, ont été chassés des positions dominantes sur le marché européen du capital.

## Les Welser
La richesse des Welser repose sur les gains du commerce, en particulier des épices et des draps. Le capital ainsi acquis est utilisé pour acheter ou pour prendre à ferme des mines d'argent ou de cuivre. La richesse ne vient donc pas de l'accumulation des rentes foncières, mais des bénéfices commerciaux et de la spéculation financière. 
En 1506-1507, les Welser participent aux voyages portugais vers les Indes, dans le cadre de la Feitoria de Flandres. 
Ils reçurent ensuite le droit de coloniser le Venezuela, comme gage d'un prêt important fait à l'empire espagnol, qui avait subi en 1519 des échecs face aux amérindiens dans la région du Darién, appelée Castille d'Or, et qui regroupait les pays actuels du Panama, de la Colombie et du Venezuela, obligeant l'Espagne à déplacer la capitale de Santa María la Antigua del Darién à Panama, dans les années 1515, qui virent Bartolomé de las Casas dénoncer les violences contre les indiens.
Les Welser s'engagèrent à fournir des esclaves noirs à la nouvelle colonie. En 1526, Bartholomé Welser envoya à Saint-Domingue son agent Ambrosius Ehinger, qui y fondait une factorerie. Le 27 mars 1528, l'empereur espagnol Charles Quint accordait à ses agents Ehinger et Georg Hohermuth von Speyer une charte ou « capitulation », qui leur concédait l'exploitation de la province de Santa Marta et de la région comprise entre les caps de la Vela et Maracapana, soit le Venezuela actuel.
Une seconde capitulation, du 15 février 1531, transféra le bénéfice de la première aux frères Welser, Antoine et Bartholomé. Ni l'une ni l'autre ne différaient en quoi que ce soit des chartes accordées par les souverains espagnols à Christophe Colomb. Mêmes droits, mêmes privilèges, mêmes pouvoirs d'administration attribués aux concessionnaires.
La seule clause relevant d'une entreprise de colonisation allemande est l'obligation d'introduire 50 maîtres mineurs pour l'exploitation des mines de la colonie, qui fut mal observée, ces contremaîtres étant repartis presque tous dès 1535. Seuls les dirigeants de l'entreprise et quelques officiers du corps expéditionnaire étaient allemands.
Le 24 février 1529, Ehinger et Speyer arrivent à Coro sur trois navires de Cadix, avec 700 fantassins et 80 cavaliers de nationalités diverses. Les conflits entre Allemands et Espagnols, sur fond d'expéditions à la recherche de l'Eldorado, aboutissent à l'assassinat de Philipp von Hutten en 1546 à El Tocuyo par les Espagnols Juan de Carvajal et Pedro de Limpias.

## Le déclin
Le déclin des Welser se produit rapidement après la mort de Bartholomé. La cause de cette faillite, comme d'ailleurs au moment des difficultés des Fugger, est moins une contraction économique générale que les demandes de crédit démesurées formulées par les princes, autrement dit les relations trop étroites avec les forces politiques.
Le bilan économique se réduisit à la découverte d'huîtres perlières et à la fondation de Maracaibo. Dès 1546, les Allemands quittèrent le Venezuela. Le 30 avril 1556, les Welser étaient déclarés déchus de leur concession par une décision du Conseil des Indes, siégeant à Madrid. Il faut attendre 1567 pour la fondation de Caracas avec l'aide cette fois de Flamands.